# Eric Dolphy

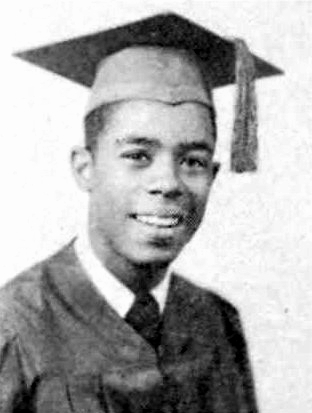
Foto de la clase de último año de Eric Dolphy en Susan Miller Dorsey High School en Los Ángeles.

Eric Allan Dolphy, Jr. (Los Ángeles, 20 de junio de 1928 - Berlín, 29 de junio de 1964), flautista, clarinetista (bajo) y saxofonista (alto) estadounidense de jazz. Aunque con aproximaciones exitosas al bop, su ámbito estilístico es el de la vanguardia jazzística en general, incluido el free jazz. Es un solista exuberante y un músico permeable a la utilización de sonidos no convencionales en sus interpretaciones. Dolphy fue el primer flautista en desvincularse del bop (influido por James Newton) e introdujo y desarrolló el uso del clarinete bajo en el mundo del jazz como instrumento de solista.

## Comienzos
Dolphy nació en Los Ángeles de Eric Allan Dolphy, Sr. y Sadie Dolphy, quienes emigraron a los Estados Unidos desde Panamá. Empezó a tocar el clarinete a la edad de seis años, y en menos de un mes tocaba en la orquesta de la escuela. También aprendió el oboe en la escuela secundaria, aunque nunca grabó en el instrumento. Los temas de Fats Waller, Duke Ellington y Coleman Hawkins lo llevaron hacia el jazz y él escogió el saxofón y la flauta mientras estaba en la escuela secundaria. Su padre construyó un estudio para Eric en su patio trasero, y Eric a menudo tenía amigos que le acompañaban. Hizo grabaciones con Clifford Brown en este estudio en esa época.
Fue educado en el Los Angeles City College y también dirigió su orquesta. En grabaciones tempranas, tocó ocasionalmente el saxofón barítono, tanto como saxofón alto, la flauta y el clarinete soprano. Estuvo en el ejército durante dos años y después actuó localmente varios años, más notablemente como miembro de las Big Bands de bebop lideradas por Gerald Wilson y Roy Porter. Las primeras grabaciones profesionales de Dolphy las realizó durante su estancia con la orquesta de Roy Porter, en Los Ángeles, entre 1948 y 1950.
Dolphy finalmente tuvo su gran oportunidad como miembro del quinteto de Chico Hamilton. Con el grupo se dio a conocer a una audiencia más amplia y pudo girar extensamente en 1958-1959, tras lo que se separó de Hamilton y se trasladó a Nueva York. Dolphy aparece con la banda de Hamilton en la película Jazz en un día de verano, tocando la flauta durante el Newport Jazz Festival '58.

## Con Charles Mingus
En 1959 se estableció en Nueva York y se unió al Charles Mingus Quartet. Charles Mingus había conocido a Eric en Los Ángeles, y Dolphy se unió a su banda poco después de llegar a Nueva York. Participó en la grabación de la Big Band de Mingus Pre-Bird, y aparece en "Bemoanable Lady". Más tarde se unió a la banda de trabajo de Mingus, que también incluyó a Dannie Richmond y Ted Curson. Trabajaron en el Showplace durante 1960 y grabaron los álbumes, Charles Mingus Presents Charles Mingus y Mingus en Antibes (este último añadiendo a Booker Ervin en todos los temas excepto "What Love?" y a Bud Powell para "I'll Remember April"). Mingus dijo de él: "Era un músico completo, podía encajar en cualquier lugar, era un buen alto en una big band, podía hacerlo en un grupo clásico y, por supuesto, era completamente único cuando hacía solos... había dominado el jazz y había dominado todos los instrumentos que tocaba, de hecho, sabía más de lo que se suponía que era posible hacer con ellos "(Notas de Last night: Limelight).
Hacia 1960, grababa de forma habitual como líder para Prestige y conseguía ganar atención a su trabajo con Mingus, aunque con dificultades debido a su innovador estilo. Durante este tiempo, Dolphy también grabó una gran sesión de conjunto para el sello Candid y participó en la sesión de Newport Rebels. Dolphy dejó la banda de Mingus en 1961 y fue a Europa durante unos meses, donde grabó en Escandinavia y Berlín, aunque seguiría grabando con Mingus a lo largo de su carrera. Participó en las sesiones para Mingus Mingus Mingus Mingus Mingus en 1963 y participa en "Hora Decubitus".
A principios de 1964, se unió de nuevo a la banda de Mingus, junto con Jaki Byard, Johnny Coles y Clifford Jordan. Este sexteto trabajó en el Five Spot antes de tocar en la Universidad de Cornell y en el City Hall de Nueva York y posteriormente en Europa. Se hicieron muchas grabaciones de su gira, que, aunque corta, está bien documentada.

## Como líder
La carrera de grabación de Dolphy como líder comenzó con el sello Prestige. Su asociación con la etiqueta abarcó 13 álbumes grabados de abril de 1960 a septiembre de 1961, aunque no era el líder de todas las sesiones. Fantasy finalmente lanzó un set de 9 CD que contiene todas las grabaciones de Dolphy para Prestige.
Los dos primeros discos de Dolphy como líder fueron Outward Bound y Out There. Los dos con portadas de Richard "prophet" Jennings. El primero, más cercano al hard bop que algunos lanzamientos posteriores, fue grabado en el estudio de Rudy Van Gelder en Nueva Jersey con el entonces recién llegado trompetista Freddie Hubbard. El álbum cuenta con tres composiciones Dolphy: "G.W.", dedicado a Gerald Wilson, y el blues "Les" y "245". Out There está más cerca de la música de tercera vía que forma parte del legado de Dolphy, y cuenta con Ron Carter en el violonchelo. El tema "Eclipse" de Charles Mingus de este álbum es uno de los raros casos en que Dolphy hace solos con el clarinete soprano (otros son "Warm Canto" en The Quest de Mal Waldron, "Densities" de la compilación Vintage Dolphy y "Song for Ram's Horn " de una grabación inédita de un concierto en el Town Hall de 1962).
Dolphy registró varios cortes no acompañados en el saxofón, que hasta el momento habían sido hechos solamente por Coleman Hawkins y Sonny Rollins en el saxo tenor, siendo Dolphy el primero en hacerlo con el saxo alto. El álbum Far Cry contiene su famosa interpretación del estándar de Gross-Lawrence "Tenderly" en saxofón alto, y en su gira posterior de Europa rápidamente estableció altos estándares en solitario con su interpretación con el clarinete bajo del tema de Billie Holiday "God Bless the Child". La primera versión conocida fue grabada en el Five Spot durante su residencia con Booker Little. En esta gira, en Copenhague, Uppsala y otras ciudades, se realizaron numerosas grabaciones de Dolphy en vivo, que han sido emitidas por muchas discográficas, aunque muchas, si no todas, han sido remasterizadas y están fácilmente disponibles . También grabó dos tomas de una interpretación en solitario de "Love Me" en 1963, lanzada por Conversations and Muses.
La música clásica del siglo XX también desempeñó un papel importante en la carrera musical de Dolphy. Interpretó la Densidad 21.5 de Edgard Varèse para la flauta en solitario en el festival de música de Ojai en 1962 y participó en la corriente de la tercera vía de Gunther Schuller y de John Lewis de los años 60.
Alrededor de 1962-63, una de las bandas de trabajo de Dolphy incluyó al joven pianista Herbie Hancock, que puede ser escuchado en el Concierto de Illinois y Gaslight de 1962 y el concierto del Town Hall con el poeta Ree Dragonette. Durante este período, Dolphy también participó en grabaciones clave de George Russell, Oliver Nelson y Ornette Coleman. También trabajó con el multinstrumentista Ken McIntyre, y el bajista Ron Carter, entre muchos otros.
En julio de 1963, Dolphy y el productor Alan Douglas organizaron sesiones de grabación en las cuales participaron los principales músicos emergentes del momento, y los resultados produjeron los álbumes Iron Man y Conversations, así como el álbum Muses lanzado en Japón a finales de 2013. Estas sesiones marcaron la primera vez que Dolphy tocó con Bobby Hutcherson, a quien conocía desde Los Ángeles. Las sesiones son quizás más famosas por los tres duetos que Dolphy interpreta con Richard Davis en "Alone Together", "Oda a Charlie Parker" y "Come Sunday". El lanzamiento mencionado Muses añade otra toma de "Alone Together" y una composición original para dúo de la que el álbum toma su nombre.
En 1964, Dolphy firmó con Blue Note Records y grabó Out to Lunch! Con Freddie Hubbard, Bobby Hutcherson, Richard Davis y Tony Williams. Este álbum muestra un Dolphin totalmente desarrollado en la vanguardia pero con un altamente estructurado estilo de composición arraigado en la tradición. A menudo se considera su opus magnum.

## Con John Coltrane
Dolphy y John Coltrane se conocían mucho antes de que formalmente tocaran juntos, habiéndose reunido cuando Coltrane estaba en Los Ángeles con Miles Davis. Muchas veces intercambiaban ideas y aprendían uno del otro, y finalmente, después de tocar muchas noches con la banda de Coltrane, se le pidió a Dolphy que se convirtiera en miembro de pleno derecho. Coltrane se había ganado audiencia y reconocimiento de la crítica con el quinteto de Miles Davis, pero se enajenó a algunos críticos de jazz cuando empezó a alejarse del hard bop. Aunque los quintetos de Coltrane con Dolphy (incluyendo las sesiones Village Vanguard y África / Brass) son ahora bien considerados, originalmente provocaron que la revista Down Beat marcara la música de Coltrane y Dolphy como 'anti-jazz'. Coltrane dijo más tarde de esta crítica: "hicieron parecer que ni siquiera sabíamos los fundamentos de la música (...) me dolía verle [Dolphy] resultar herido por esto".
El lanzamiento inicial de la estancia de Coltrane en el sello Vanguard seleccionó tres temas, uno de los cuales incluía a Dolphy. Después de ser editado esporádicamente durante los siguientes 30 años, una caja completa con toda la música grabada para la Vanguard fue lanzado por Impulse! en 1997, llamado The Complete 1961 Village Vanguard Recordings. El conjunto cuenta con Dolphy en el saxofón alto y el clarinete bajo. Una edición posterior de Pablo de las giras europeas de Coltrane a principios de los sesenta recopiló más grabaciones que cuentan con temas que no se tocan en el Village Vanguard, como "My Favorite Things", que Dolphy interpreta a la flauta.

## Con Booker Little
Antes de la muerte prematura del trompetista Booker Little a la edad de 23 años, él y Dolphy tuvieron una sociedad musical muy fructífera. El primer trabajo de Booker para Candid, Out Front, destacó a Dolphy principalmente en el saxo alto, aunque tocó también el clarinete bajo y la flauta en algunos pasajes de conjunto. Además, en el álbum de Dolphy, Far Cry, grabado para Prestige, Little participa en cinco temas (uno de ellos, "Serene", no fue incluido en el álbum original).
Dolphy and Little también codirigieron un quinteto en el Five Spot durante 1961. La sección rítmica estaba compuesta por Richard Davis, Mal Waldron y Ed Blackwell. Se hicieron algunas tomas en directo que han sido lanzadas posteriormente en tres volúmenes como At the Five Spot así como la compilación Here and There.
Además, Dolphy y Little respaldaron a Abbey Lincoln en su álbum Straight Ahead y tocaron en Percussion de Max Roach.

## Últimos meses
Después del álbum Out of lunch! y una aparición en el clásico Point of Departure de Andrew Hill, Dolphy se fue a Europa con el sexteto de Charles Mingus a principios de 1964. Antes de un concierto en Oslo, informó a Mingus que planeaba quedarse en Europa después de que terminara su gira, Estaba desilusionado con la recepción en los Estados Unidos a los músicos que intentaban algo nuevo. Mingus entonces llamó al blues que habían estado tocando "Hasta luego Eric". Dolphy tenía la intención de instalarse en Europa con su prometida, Joyce Mordecai, que trabajaba en la escena del ballet en París. Después de dejar a Mingus, tocó y grabó algunos temas con varias bandas europeas, y con los músicos americanos que vivían en París, como Donald Byrd y Nathan Davis. El famoso álbum Last Date con Misha Mengelberg y Han Bennink fue grabado en Hilversum, Holanda, aunque no fue en realidad el último concierto de Dolphy. Dolphy también se preparaba para unirse a Albert Ayler para una grabación y habló de su fuerte deseo de tocar con Cecil Taylor. También planeó formar una banda con Woody Shaw y Billy Higgins, y estaba escribiendo un cuarteto de cuerdas titulado "Love Suite".
Eric Dolphy murió accidentalmente en Berlín el 29 de junio de 1964. Algunos detalles de su muerte siguen siendo discutidos, pero se acepta que murió de un coma provocado por una dolencia diabética no diagnosticada. Dolphí "se desplomó en su habitación de hotel en Berlín y cuando fue llevado al hospital fue diagnosticado como un coma diabético." Después de serle administrada una inyección de insulina, cayó en shock de insulina y murió." Un documental posterior lo disputa, diciendo que Dolphy colapsó en el escenario en Berlín y fue llevado a un hospital. Los médicos del hospital no tenían idea de que Dolphy era diabético y con una visión estereotípada de los músicos de jazz relacionados con el abuso de drogas, pensaron que se trataba de una sobredosis. Lo dejaron en una cama de hospital para que las drogas siguieran su curso.
Ted Curson recuerda: "Eso realmente me rompió, cuando Eric enfermó en esa época [en Berlín] y él era negro y músico de jazz, pensaron que era un drogadicto. Eric no usaba drogas. Diabético, todo lo que tenían que hacer era hacerle un análisis de sangre y lo habrían descubierto, así que murió por nada, le dieron algo de desintoxicación y murió, y nadie volvió a entrar en ese club de Berlín. Fue el final de ese club ".
Charles Mingus dijo: "Normalmente, cuando un hombre muere, recuerdas -o dices que recuerdas- sólo las cosas buenas de él. Con Eric, eso es todo lo que recuerdas. No recuerdo que hiriera a nadie. Era un hombre sin necesidad de lastimar ". Su cuerpo fue repatriado a los Estados Unidos y sepultado en el Cementerio Angelus-Rosedale de Los Ángeles, su lápida lleva la inscripción "Él vive en su música".
Dolphy fue incluido póstumamente en el Salón de la Fama de la revista Down Beat en 1964. John Coltrane rindió homenaje a Dolphy en una entrevista: "Lo que yo dijera sería un eufemismo, sólo puedo decir que mi vida se hizo mucho mejor al conocerlo. Él era una de las personas más grandes que he conocido, como hombre, amigo y músico". La madre de Dolphy, Sadie, que tenía buenos recuerdos de su hijo que practicaba en el estudio en el patio trasero de su casa, dio los instrumentos que Dolphy había comprado en Francia a Coltrane, quien posteriormente tocó el clarinete bajo y la flauta en varios álbumes antes de su propia muerte en 1967.
Antes de irse a Europa en 1964, Dolphy dejó sus documentos y otros efectos a sus amigos Hale y Juanita Smith. Finalmente, gran parte de este material fue transmitido al músico James Newton. Se anunció en mayo de 2014 que se habían donado cinco cajas de estos documentos musicales a la Biblioteca del Congreso.

## Influencia
La presencia musical de Dolphy fue influyente para muchos jóvenes músicos de jazz que más tarde llegarían a ser prominentes. Dolphy trabajó intermitentemente con Ron Carter y Freddie Hubbard a lo largo de su carrera, y en años posteriores contrató a Herbie Hancock, Bobby Hutcherson y Woody Shaw para trabajar en sus bandas en directo y de estudio. El álbum Out to lunch! presentó a otro joven intérprete, el baterista Tony Williams y la participación de Dolphy en la grabación del álbum Point of departure, le puso en contacto con el joven tenor Joe Henderson.
Carter, Hancock y Williams se convertirían en una de las secciones rítmicas por excelencia de la década, juntos en sus propios álbumes y como la columna vertebral del segundo gran quinteto de Miles Davis. Este aspecto del segundo gran quinteto es una irónica nota de pie de página para Davis, ya que no era aficionado a la música de Dolphy: en un Down Beat de 1964 "Blindfold Test", Miles bromeó: "La próxima vez que le vea  [Dolphy] voy a pisarle el pie. " Sin embargo, Davis absorbió una sección rítmica que había trabajado bajo Dolphy, creando así una banda cuyo sonido era muy similar al de Dolphy.
Las habilidades instrumentales virtuosas de Dolphy y su estilo único en el jazz, profundamente emocional y libre pero fuertemente arraigado en la tradición y la composición estructurada, influenciaron fuertemente a músicos como Anthony Braxton, Arts Ensemble of Chicago, Oliver Lake, Julius Hemphill, Arthur Blythe, Aki Takase , Rudi Mahall, Don Byron y muchos otros. Las composiciones de Dolphy son la inspiración de muchos álbumes de tributo, como Prophet y Dedicated to Dolphy de Oliver Lake, Hidden In Plain View de Jerome Harris, la re-interpretación de Otomo Yoshihide de Out to Lunch !, Potsa Lotsa: The Complete Works de Eric Dolphy, de Silke Eberhard y Duet for Eric Dolphy de Aki Takase y Rudi Mahall.
Además, su trabajo con el productor de jazz y rock Alan Douglas permitió que el estilo de Dolphy se difundiera póstumamente a músicos en entornos de fusión de jazz y rock, especialmente en artistas como John McLaughlin y Jimi Hendrix. Frank Zappa, que se inspiró en una variedad de estilos musicales y expresiones idiomáticas, rindió homenaje a Dolphy en el instrumental "The Eric Dolphy Memorial Barbecue" (en el álbum de 1970 Weasels Ripped My Flesh) y mencionó Dolphy como una influencia en las notas de línea para el primer LP de The Mothers of Invention, Freak Out !.
En 1997 la Orquesta de Arte de Viena lanzó Powerful Ways: Nine Immortal Non-evergreens for Eric Dolphy, como parte de su caja de 20 aniversario.
En 2014, 50 años después de la muerte de Dolphy, los pianistas berlineses Alexander von Schlippenbach y Aki Takase dirigieron un proyecto titulado "So Long, Eric!", Celebrando la música de Dolphy y presentando a músicos como Han Bennink, Karl Berger, Rudi Mahall, Axel Dörner y Tobias Delius.

## Selección discográfica

### Como líder
- 1960: Outward Bound(New Jazz/OJC)

- 1960: Fire Waltz	 	(Prestige)

- 1960:  Out There	(New Jazz/OJC)

- 1960: Magic	 	(Prestige)

- 1960: Far Cry	(New Jazz/OJC)

- 1960: Eric Dolphy	 	(Prestige)

- 1961: The Quest	 	(Prestige)

- 1961: The Great Concert of Eric Dolphy [live]	 	(Prestige)

- 1963: Iron Man	(Restless)

- 1963: Jitterbug Waltz	 	(Casablanca)

- 1963: The Illinois Concert [live]	(Blue Note)

- 1964: Out to Lunch	(Blue Note)

- 1964: Last Date		(Verve)

### Como sideman
Con Clifford Brown
- Clifford Brown + Eric Dolphy - Together: Recorded live at Dolphy's home, 1954 (Rare Live Records, 2005)

Con Ron Carter
- Where? (New Jazz, 1961)

Con Ornette Coleman
- Free Jazz: A Collective Improvisation (Atlantic, 1960)

Con John Coltrane
- Olé Coltrane (Atlantic, 1961)
- Africa/Brass (Impulse!, 1961)
- Live! at the Village Vanguard (Impulse!, 1961)
- Impressions (Impulse!, 1963)

Con Eddie "Lockjaw" Davis
- Trane Whistle (Prestige, 1960)

Con Sammy Davis Jr.
- I Gotta Right to Swing (Decca, 1960)

Con Phil Diaz
- The Latin Jazz Quintet (United Artists, 1961)

Con Benny Golson
- Pop + Jazz = Swing (Audio Fidelity, 1961)

Con Chico Hamilton
- The Original Ellington Suite (Pacific Jazz, 1958 [2000])
- The Chico Hamilton Quintet with Strings Attached (Warner Bros., 1958)
- Gongs East! (Warner Bros., 1958)
- The Three Faces of Chico (Warner Bros., 1959)
- That Hamilton Man (SESAC, 1959)

Con Ted Curson
- Plenty of Horn (Old Town, 1961)

Con Gil Evans
- The Individualism of Gil Evans (Verve, 1964)

Con Andrew Hill
- Point of Departure (Blue Note, 1964)

Con Freddie Hubbard
- The Body & the Soul (Impulse!, 1963)

Con The Latin Jazz Quintet
- Caribe (Prestige, 1960)

Con John Lewis
- The Wonderful World of Jazz (Atlantic, 1960)
- Jazz Abstractions (Atlantic, 1960)
- Essence (Atlantic, 1962)

Con Abbey Lincoln
- Straight Ahead (Candid, 1961)

Con Booker Little
- Out Front (Candid, 1960)

Con Ken McIntyre
- Looking Ahead (New Jazz, 1960)

Con Charles Mingus
- Mingus Revisited (alias Pre-Bird) (Mercury, 1960)
- Mingus at Antibes (Atlantic, 1960 [1976])
- Charles Mingus Presents Charles Mingus (Candid, 1960)
- Mingus (Candid, 1960)
- The Complete Town Hall Concert (Blue Note, 1962 [1994])
- Mingus Mingus Mingus Mingus Mingus (Impulse!, 1963)
- Charles Mingus Sextet with Eric Dolphy: Cornell 1964 (Blue Note, 1964 [2007])
- Town Hall Concert (Jazz Workshop, 1964)
- Revenge! (Revenge, 1964 [1996])
- The Great Concert of Charles Mingus (América, 1964)
- Mingus in Europe Volume I (Enja, 1964 [1980])
- Mingus in Europe Volume II (Enja, 1964 [1988])

Con Oliver Nelson
- Screamin' the Blues (New Jazz, 1960)
- The Blues and the Abstract Truth (Impulse!, 1961)
- Straight Ahead (New Jazz, 1961)

Con Orchestra U.S.A.
- Debut (Colpix, 1963)
- Mack the Knife and Other Berlin Theatre Songs of Kurt Weill (RCA Victor, 1964)

Con Pony Poindexter
- Pony's Express (Epic, 1962)

Con Max Roach
- Percussion Bitter Sweet (Impulse!, 1961)

Con George Russell
- Ezz-thetics (Riverside, 1961)

Con Gunther Schuller
- Jazz Abstractions (Atlantic, 1960)

Con Mal Waldron
- The Quest (New Jazz, 1961)